# Вяткин, Владимир Юрьевич
Владимир Юрьевич Вяткин (29 января 1951 года, Москва, СССР) — российский фотожурналист. Почётный член Союза фотохудожников России. 

## Биография
Родился в Москве 29 января 1951 года. Отец – Юрий Александрович Вяткин, во время войны был командиром танка Т-34. Контузия в битве под Москвой впоследствии стала причиной его инвалидности. Мать – Евдокия Ивановна Вяткина, медсестра.
В детстве увлекался музыкой и живописью, мечтал стать искусствоведом. Окончил музыкальную школу №1 им. С.С. Прокофьева.
Когда ему было 15 лет, произошло событие, определившее его дальнейшую судьбу: в 1966 году в московском Манеже проходила фотографическая выставка Интер Пресс Фото, на которую Вяткин пошёл вместе с друзьями. Среди всех работ наибольшее влияние на него оказали портреты, снятые Василием Малышевым. Впечатление оказалось так велико, что Вяткин захотел связать свою жизнь с фотографией. Впоследствии Василий Малышев наряду с Абрамом Штеренбергом станут его наставниками в фотографии, научат его фотографической культуре и общению с людьми.
В 1968 году сразу после окончания школы Вяткин был вынужден искать работу в связи с тяжёлым материальным положением своей семьи. Свой трудовой путь он начал фотолаборантом в Агентство печати «Новости» (АПН).
В 1971—1973 годах служил в рядах вооруженных Сил СССР, проходя службу во 2-й гвардейской Таманской мотострелковой дивизии (командиром взвода, в котором он служил, был В.С. Соколов, будущий генерал-полковник, сын маршала С.Л. Соколова). После окончания воинской службы вернулся работать в АПН.
В 1981 году Вяткин окончил вечернее отделение факультета журналистики МГУ им. М.В. Ломоносова.
С 1981 года по предложению В.С. Тарасевича преподает фотожурналистику на факультете журналистики МГУ.
В 1979-1992 годах – член КПСС.
В 1979-1992 годах - член Союза журналистов СССР.
Многократно участвовал в специальных проектах для издательского дома National Geographic. Будучи гражданским фотографом, работал фоторепортёром по внешнеполитической линии во многих горячих точках планеты: во Вьетнаме (1979), Афганистане (1980), Сирии (1982), Никарагуа (1986), Анголе (1988), Нагорном Карабахе (1989), Приднестровье (1992-1993), Абхазии (1993), Москве (октябрь 1993 года),  Югославии (1993-1997), Чечне (1999-2006).
В своих работах Вяткин отдаёт предпочтение общественно-социальным темам, искусству и спорту. Им разработана стилистика неопикториальной фотографии.

«Я снимаю сердцем и душой. Так было всегда и так есть. Если бы я не занимался в детстве музыкой, живописью, графикой, если бы я не любил историю, географию, не любил женщин и детей своих, вряд ли я бы дошел до фотографии. Я отлично понимаю, ради чего я живу. Тот результат, к которому я сегодня пришел, — это компенсация за мои жизненные неурядицы. Ничто не дается просто так. Это работа. Повседневная, ежечасная».

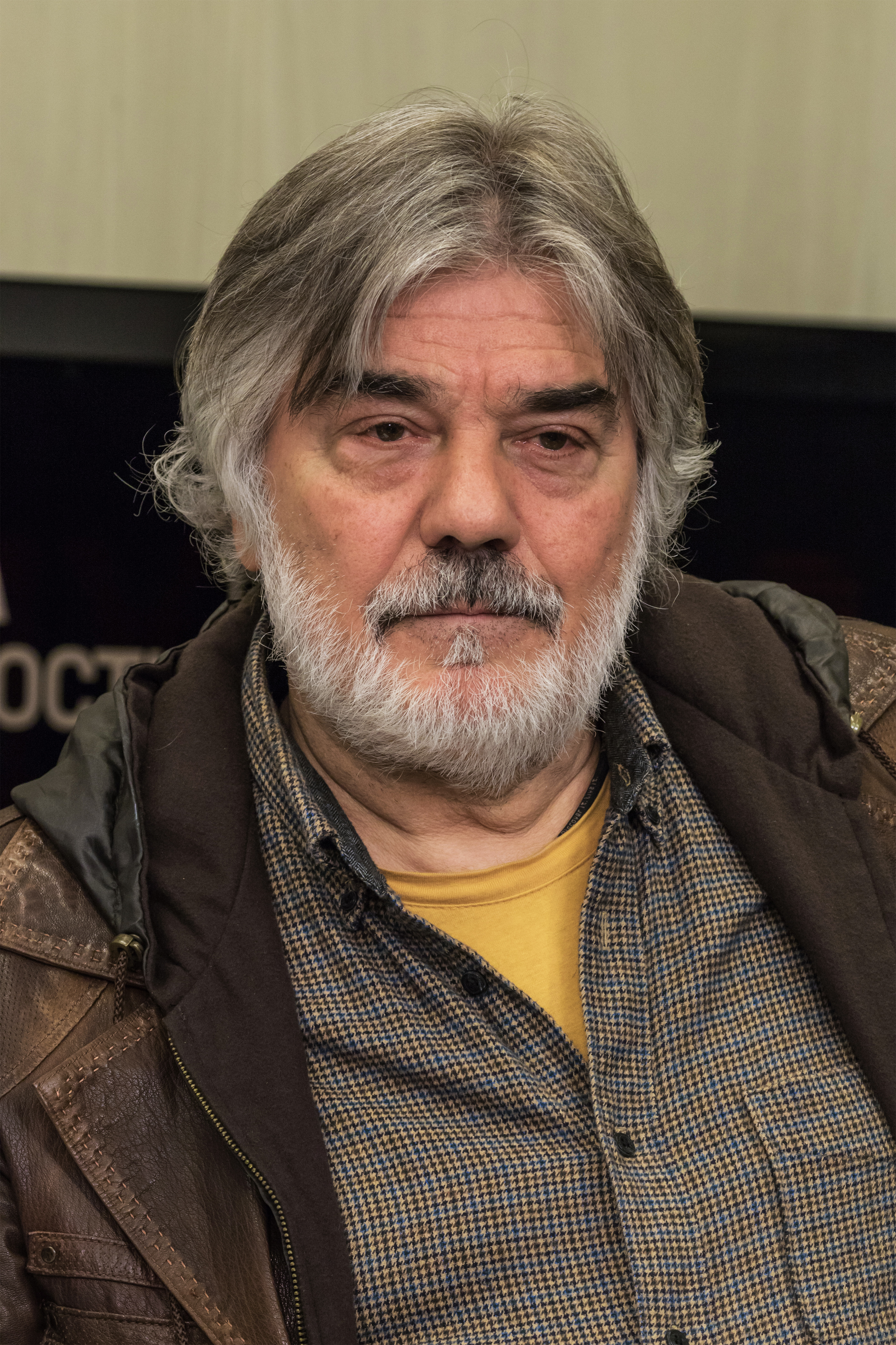
Владимир Вяткин в 2017 году

Среди его учеников - многие известные фотографы: Дмитрий Астахов (личный фотограф Дмитрия Медведева), Сергей Шахиджанян (фоторедактор и фотокорреспондент ИТАР-ТАСС, работал фотокорреспондентом газет «Известия», «Вечерняя Москва», «Комсомольская правда», преподаватель МГУ), Александр Тягны-Рядно (фотокорреспондент газет «Известия», «Собеседник»), Рамиль Ситдиков и Екатерина Чеснокова (штатные фотокорреспонденты МИА «Россия сегодня»).

## Награды и признание
В 1985 году Международная организация журналистов (IOJ) присвоила ему статус «Международный мастер фотожурналистики».
Вяткин — шестикратный лауреат международного фотоконкурса World Press Photo. Трижды избирался в члены международного жюри этого конкурса. Лауреат и призёр многих международных фотовыставок и конкурсов. Работы Владимира Вяткина неоднократно отмечены на конкурсе «World Press Photo» в Голландии, «Mother Jones» (США), «Великая стена» (Китай), спортивных конкурсах в Швейцарии, Франции, Японии, в 2003 году получил «Золотой приз» Саддама Хусейна (Ирак), многократный обладатель гран-при конкурса «Серебряная камера» в 2003—2013 годах (Москва).
С 2004 года Вяткин является академиком Международной гильдии фотографов средств массовой информации.
Своим самым большим достижением считает победу в конкурсе «Mother Jones» 1991 года, в котором он стал абсолютным победителем.
Награждён орденами "За личное мужество" (1993), Орденом Дружбы (2011), медалями "Ветеран труда", «В память 850-летия Москвы», «Воину-интернационалисту от благодарного афганского народа».

## Семья
Сын Владимир Владимирович Вяткин (род. 1988) — российский гобоист, художественный руководитель ансамбля солистов «Espressivo».
Дочери Виктория, Дарья, Александра, Мария.